# Clinotanypus pictidorsum
Clinotanypus pictidorsum är en tvåvingeart som beskrevs av Jean-Jacques Kieffer 1924. Clinotanypus pictidorsum ingår i släktet Clinotanypus och familjen fjädermyggor. Inga underarter finns listade i Catalogue of Life.